# 拉韋爾鎮區 (明尼蘇達州聖路易斯縣)
拉韋爾鎮區（英語：Lavell Township）是位於美國明尼蘇達州聖路易斯縣的一個行政鎮區。

## 地方資料
拉韋爾鎮區的面積為280.66平方千米，當中陸地面積為279.77平方千米，而水域面積為0.89平方千米。根據2020年美國人口普查的數據，當地共有人口285人，而人口密度為每平方千米1.02人。